# Kesturu, Tirthahalli
Kesturu là một làng thuộc tehsil Tirthahalli, huyện Shimoga, bang Karnataka, Ấn Độ.